# Onthophagus gladiator
Onthophagus gladiator là một loài bọ cánh cứng trong họ Bọ hung (Scarabaeidae).